# Station Małujowice
Station Małujowice is een spoorwegstation in de Poolse plaats Małujowice.